# Misión Tacaaglé
Misión Tacaaglé är en ort i Argentina.   Den ligger i provinsen Formosa, i den nordöstra delen av landet, 1 100 km norr om huvudstaden Buenos Aires. Misión Tacaaglé ligger 88 meter över havet och antalet invånare är 2 244.
Terrängen runt Misión Tacaaglé är mycket platt. Runt Misión Tacaaglé är det mycket glesbefolkat, med 5 invånare per kvadratkilometer.. Det finns inga andra samhällen i närheten.
I omgivningarna runt Misión Tacaaglé växer i huvudsak lövfällande lövskog.